# Монастырь Эберсберг
Монастырь Эберсберг (нем. Kloster Ebersberg) — бывший мужской монастырь, располагавшийся на территории баварского города Эберсберг (Верхняя Бавария); относился к архиепархии Фрайзинга; шесть веков он принадлежал бенедиктинскому ордену: до этого его заселяли монахи-августинцы, а после — иезуиты и Мальтийский орден. Обитель была основана в 934 году на месте бывшего замка; впервые был распущен в 1595 году.

## История и описание
Монастырь в Эберсберге, посвященный Святой Марии и Святому Себастьяну, был основан в 934 году на месте бывшего местного замка графами Эберхардом и Адальперо, потомками графа Зигхарта. В первые годы существования обители, с 934 по 1013 год, её заселяли августинцы; первый пробст — по имени Хунфрид — получил в ходе своей поездки в Рим «значительную реликвию» — половину черепа Св. Себастьяна — в качестве подарка от Папы Римского Стефана VIII. В результате, в последующие годы Эберсберг стал известным на юге Германии местом паломничества, что оказало положительное влияние на экономическое развитие всего региона. Так в 970 году состоялось торжественное открытие трехнефной монастырской церкви с трансептом.
Граф Ульрих, получивший свое образование от монахов-бенедиктинцев, в 1013 году призвал представителей ордена из аугсбургской базилики Святых Ульриха и Афры в Эберсберг — и подчинил аббатство, ставшее бенедиктинским, императору. Второй бенедиктинский настоятель, аббат Альтманн, занимавший свой пост с 1024 по 1045 год, построил сразу несколько новых монастырских зданий, включая больницу. Сын графа Ульриха — Адальберо III — завещал монастырю почти все свое имущество. При аббате Виллираме (1048—1085), который прибыл в обитель из Фульды и являлся родственником епископа Эйхштетта, монастырь пережил как экономический, так и культурный расцвет: аббат стимулировал переписывание и написание книг в местной «письменной школе», сам писал монастырскую хронику и даже составил комментарий к «Песнь песней Соломона», посвятив его императору Генриху IV. Монастырь имел ряд тесных контактов как с важными религиозными институтами своего времени (включая аббатство Хирзау), так и со светскими правителями.
Монастырь и его церковь стали жертвой пожара в 1305 году: однако всего через семь лет новый монастырский корпус был открыт епископом Фрайзинга. В споре между папой Иоанном XXII и императором Людвигом Баварским аббатство встало на сторону императора. Деятельность аббата Саймона Кастнера (1412—1442) получила негативное освещение в монастырской хронике: в связи с его «распутным образом жизни». Он был даже свергнут с должности в 1427 году, но вернул свой пост при заступничестве герцога Людвига фон Ландсхута. При аббате Себастьяне Хефеле (1472—1500) была проведена реконструкция готической церкви, продолжавшаяся с 1481 по 1484 год. В 1495 году в городе был построен крупный монастырский двор (сейчас о располагается на улице Банхофштрассе).
В течение XVI столетия монашеская дисциплина падала, а под влиянием Реформации в обители осталось только пять монахов; финансовое положение монастыря было крайне тяжелым. В 1595 году папа Климента VIII распустил монастырь в Эберсберге: оставшиеся монахи переселились в Маллерсдорф, передав имущество Мюнхенскому иезуитскому колледжу: иезуиты использовали монастырские помещения как центр для обучения и отдыха.